# On the Apocynaceae of South America
On the Apocynaceae of South America (abreviado Apocyn. S. Amer.) es un libro con ilustraciones y descripciones botánicas que fue escrito por el botánico, pteridólogo e ingeniero inglés John Miers y publicado en el año 1878.